# 弗朗索瓦·阿默兰
弗朗索瓦·阿默兰（法語：François Hamelin，1986年12月18日—），加拿大男子短道速滑运动员。他是2010年温哥华冬奥会5000米接力冠军。

## 职业生涯
2010年温哥华冬奥会中，哈梅林获得5000米接力金牌。

## 资料来源
- 2010世界短道速滑锦标赛官方网站(英文)
- François Hamelin-国际滑冰联盟（ISU）
- François Hamelin-Olympedia